# 长嘴薹草
长嘴薹草（学名：Carex longerostrata）为莎草科薹草属的植物。分布于朝鲜、俄罗斯、日本以及中国大陆的陕西、山西、吉林、河北、黑龙江、辽宁等地，生长于海拔1,250米至2,430米的地区，常生长在水边、山坡草丛中或林下。

## 变种
- 城弯薹草（学名：Carex longerostrata var. hoi）是莎草科薹草属长嘴薹草的变种。分布在中国大陆的浙江等地。